# Peter Henriksson Wetzel
Peter Henriksson Wetzel, född i början av 1600-talet i Västra Vingåkers socken, var en vice advokatfiskal.

## Biografi
Peter Henriksson Wetzel var son till mjölnaren Henrik Wetzel och en dotter till Olof Persson i Foglö som var en av de adliga ätterna Cedercrantz och Söderhielms stamfäder. År 1626 blev han student vid Uppsala universitet och år 1641 blev han vice advokatfiskal i kammarkollegium. Han var gift med Catharina Thun som var dotter till Mikael Thun och Catharina Danckwardt samt syster till kommissarien Henrik Thun, adlad Rosenström. Med henne fick han sonen Peter som kom att adlas Wetzler.
Peter Henriksson Wetzel dog någon gång mellan 1664 och 1671.